# Molécula mesônica
Uma partícula mesônica é um conjunto de dois ou mais mésons unidos pela força forte. Ao contrário das moléculas bariônicas, que formam os núcleos de todos os elementos da natureza, exceto o hidrogênio, uma molécula mesônica ainda não foi observada. As partículas X(3872) - descoberta em 2003 - e Z(4430) - descoberta em 2007 pela Belle Collaboration - são as melhores candidatas a partícula mesônica.